# Tour der neuseeländischen Rugby-Union-Nationalmannschaft nach Kanada und Europa 1967
| Tour der All Blacks nach Kanada und Europa 1967 | Tour der All Blacks nach Kanada und Europa 1967 | Tour der All Blacks nach Kanada und Europa 1967 | Tour der All Blacks nach Kanada und Europa 1967 | Tour der All Blacks nach Kanada und Europa 1967 |
| Übersicht                                       | S                                               | G                                               | U                                               | N                                               |
| ----------------------------------------------- | ----------------------------------------------- | ----------------------------------------------- | ----------------------------------------------- | ----------------------------------------------- |
| Test Matches                                    | 04                                              | 04                                              | 0                                               | 0                                               |
| Sonstige Spiele                                 | 13                                              | 12                                              | 1                                               | 0                                               |
| Gesamt                                          | 17                                              | 16                                              | 1                                               | 0                                               |
|                                                 |                                                 |                                                 |                                                 |                                                 |
| England                                         | 01                                              | 01                                              | 0                                               | 0                                               |
| Frankreich                                      | 01                                              | 01                                              | 0                                               | 0                                               |
| Schottland                                      | 01                                              | 01                                              | 0                                               | 0                                               |
| Wales                                           | 01                                              | 01                                              | 0                                               | 0                                               |

Die Tour der neuseeländischen Rugby-Union-Nationalmannschaft nach Kanada und Europa 1967 umfasste eine Reihe von Freundschaftsspielen der All Blacks, der Nationalmannschaft Neuseelands in der Sportart Rugby Union. Das Team reiste von Oktober bis Dezember 1967 durch Kanada, Großbritannien und Frankreich. Es bestritt während dieser Zeit 17 Spiele, darunter vier Test Matches gegen die Nationalmannschaften von England, Wales, Frankreich und Schottland. Die All Blacks entschieden 16 Spiele für sich, einzig gegen eine Auswahl aus dem östlichen Wales mussten sie ein Unentschieden hinnehmen.

## Ereignisse
Die 1967er-Tour war hastig organisiert worden, da die New Zealand Rugby Football Union (NZRFU) ursprünglich die Absicht gehabt hatte, durch Südafrika zu touren. Dieser Plan musste aufgegeben werden, nachdem die südafrikanische Regierung auf der strikten Einhaltung der Apartheid-Bestimmungen bestand und weiterhin keine Spieler māorischer Herkunft im Kader der All Blacks dulden wollte. Im Gegensatz zu früheren Jahren stieß diese Haltung in Neuseeland zunehmend auf Unverständnis, weshalb die NZRFU als Ersatz eine Tour durch Großbritannien und Frankreich zusammenstellte. Da zahlreiche Vereine aus terminlichen Gründen nicht zur Verfügung standen, kam nur eine vergleichsweise kurze Tour zustande.
Ihren Beginn nahm die Tour in Kanada, wo die All Blacks zwei Spiele bestritten. Anschließend reisten sie nach Großbritannien, wo sie auf mehrere regionale Mannschaften trafen und zwei Test Matches gegen England sowie Wales absolvierte. Es folgten vier Spiele in Frankreich, eines davon gegen die französische Nationalmannschaft, bevor sie nach Großbritannien zurückkehrten. Dort bestritten sie drei Spiele in Schottland, wo das letzte Test-Match der Tour auf dem Programm stand. Zum Abschluss kehrten die Neuseeländer nach Wales zurück, wo ein Spiel gegen die Barbarians den Abschluss bildete.
Die All Blacks hätten auch mehrere Spiele in Irland austragen sollen, darunter ein Test Match am 16. Dezember. Allerdings wurden sie wegen eines Ausbruchs der Maul- und Klauenseuche zur Absage dieses Teils der Tour gezwungen. Die irische Regierung verbot der Mannschaft aus epidemiologischen Gründen die Einreise und die übrigen Termine mussten kurzfristig neu arrangiert werden. Darüber hinaus mussten die All Blacks in London unmittelbar vor der Heimreise ihre gesamte Sportbekleidung verbrennen, um eine Ausbreitung in Neuseeland zu verhindern.

## Spielplan
- Hintergrundfarbe grün = Sieg
- Hintergrundfarbe gelb = Unentschieden

(Test Matches sind grau unterlegt; Ergebnisse aus der Sicht Neuseelands)
| #  | Datum             | Gegner                             | Ort        | Stadion                        | Ergebnis |
| -- | ----------------- | ---------------------------------- | ---------- | ------------------------------ | -------- |
| 01 | 14. Oktober 1967  | British Columbia Rugby Union       | Vancouver  | Empire Stadium                 | 36:3     |
| 02 | 18. Oktober 1967  | Eastern Canada                     | Montreal   | Stade Percival-Molson          | 40:3     |
| 03 | 25. Oktober 1967  | North of England                   | Manchester | White City Ground              | 33:3     |
| 04 | 28. Oktober 1967  | Midlands, London and Home Counties | Leicester  | Welford Road Stadium           | 15:3     |
| 05 | 01. November 1967 | South of England                   | Bristol    | Memorial Ground                | 16:3     |
| 06 | 04. November 1967 | England                            | London     | Twickenham Stadium             | 23:11    |
| 07 | 08. November 1967 | West Wales                         | Swansea    | St Helen’s                     | 21:14    |
| 08 | 11. November 1967 | Wales                              | Cardiff    | Cardiff Arms Park              | 13:6     |
| 09 | 15. November 1967 | France Sud-Est                     | Lyon       | Stade de Gerland               | 16:3     |
| 10 | 18. November 1967 | France B                           | Toulouse   | Stadium Municipal              | 32:19    |
| 11 | 21. November 1967 | France Sud-Ouest                   | Bayonne    | Stade Jean-Dauger              | 18:14    |
| 12 | 25. November 1967 | Frankreich                         | Colombes   | Stade Olympique Yves-du-Manoir | 21:15    |
| 13 | 28. November 1967 | Scottish Districts                 | Melrose    | The Greenyards                 | 35:14    |
| 14 | 02. Dezember 1967 | Schottland                         | Edinburgh  | Murrayfield Stadium            | 14:3     |
| 15 | 06. Dezember 1967 | Monmouthshire County RFC           | Newport    | Rodney Parade                  | 23:12    |
| 16 | 13. Dezember 1967 | East Wales                         | Cardiff    | Cardiff Arms Park              | 3:3      |
| 17 | 16. Dezember 1967 | Barbarians                         | London     | Twickenham Stadium             | 11:6     |

## Test Matches
| 4. November 1967 | England                                                        | 11 : 23        | Neuseeland                                                         | Twickenham Stadium, London Zuschauer: 74.000 Schiedsrichter: D. C. J. McMahon (Schottland) |
| 4. November 1967 | Versuche: Lloyd (2) Erhöhungen: Rutherford Straftritte: Larter | (5:18) Bericht | Versuche: Birtwistle Dick Kirton (2) Laidlaw Erhöhungen: McCormick | Twickenham Stadium, London Zuschauer: 74.000 Schiedsrichter: D. C. J. McMahon (Schottland) |

Aufstellungen:
- England: John Finlan, William Gitting, Herbert Godwin, Tony Horton, Philip Judd , Peter Larter, Bob Lloyd, Colin McFadyean, John Owen, Derek Rogers, Donald Rutherford, Keith Savage, George Sherriff, Robert Taylor, Rodney Webb
- Neuseeland: Bill Birtwistle, Bill Davis, Malcolm Dick, Jack Hazlett, Earle Kirton, Chris Laidlaw, Brian Lochore , Ian MacRae, Fergus McCormick, Bruce McLeod, Colin Meads, Brian Muller, Sam Strahan, Kel Tremain, Graham Williams

| 11. November 1967 | Wales                             | 6 : 13        | Neuseeland                                                                  | Cardiff Arms Park, Cardiff Zuschauer: 58.500 Schiedsrichter: M. H. Titcomb (England) |
| 11. November 1967 | Straftritte: Gale Dropgoals: John | (0:8) Bericht | Versuche: Birtwistle Davis Erhöhungen: McCormick (2) Straftritte: McCormick | Cardiff Arms Park, Cardiff Zuschauer: 58.500 Schiedsrichter: M. H. Titcomb (England) |

Aufstellungen:
- Wales: Gareth Edwards, Norman Gale , Ian Hall, Dennis Hughes, John Jeffery, Barry John, Keri Jones, Billy Mainwaring, Billy Raybould, John Taylor, Brian Thomas, Stuart Watkins, Paul Wheeler, Denzil Williams, Max Wiltshire
- Neuseeland: Bill Birtwistle, Bill Davis, Malcolm Dick, Ken Gray, Earle Kirton, Chris Laidlaw, Brian Lochore , Ian MacRae, Fergus McCormick, Bruce McLeod, Colin Meads, Brian Muller, Sam Strahan, Kel Tremain, Graham Williams

| 25. November 1967 | Frankreich                                                     | 15 : 21        | Neuseeland                                                                              | Stade Olympique Yves-du-Manoir, Colombes Zuschauer: 30.203 Schiedsrichter: R. P. Burrell (Schottland) |
| 25. November 1967 | Versuche: Campaes Straftritte: Villepreux Dropgoals: Gachassin | (9:11) Bericht | Versuche: Dick Going Kirkpatrick Steel Erhöhungen: McCormick (3) Straftritte: McCormick | Stade Olympique Yves-du-Manoir, Colombes Zuschauer: 30.203 Schiedsrichter: R. P. Burrell (Schottland) |

Aufstellungen:
- Frankreich: André Abadie, Jean-Michel Cabanier, André Campaes, Jean-Michel Capendeguy, Christian Carrère , Benoît Dauga, Claude Dourthe, Jean Gachassin, Arnaldo Gruarin, Alain Plantefol, André Quilis, Marcel Puget, Walter Spanghero, Jean Trillo, Pierre Villepreux
- Neuseeland: Bill Davis, Malcolm Dick, Sid Going, Ken Gray, Ian Kirkpatrick, Earle Kirton, Brian Lochore , Ian MacRae, Fergus McCormick, Bruce McLeod, Colin Meads, Brian Muller, Anthony Steel, Sam Strahan, Graham Williams

| 2. Dezember 1967 | Schottland            | 3 : 14        | Neuseeland                                                     | Murrayfield Stadium, Edinburgh Zuschauer: 60.000 Schiedsrichter: K. D. Kelleher (Irland) |
| 2. Dezember 1967 | Straftritte: Chisholm | (3:9) Bericht | Versuche: MacRae Steel Erhöhungen: McCormick Dropgoals: Kirton | Murrayfield Stadium, Edinburgh Zuschauer: 60.000 Schiedsrichter: K. D. Kelleher (Irland) |

Aufstellungen:
- Schottland: Alasdair Boyle, Sandy Carmichael, David Chisholm, James Fisher , John Frame, Derrick Grant, Alex Hastie, Alexander Hinshelwood, Robert Keddie, Frank Laidlaw, George Mitchell, David Rollo, Peter Stagg, Jock Turner, Stewart Wilson
- Neuseeland: Bill Birtwistle, Bill Davis, Ken Gray, Alister Hopkinson, Earle Kirton, Chris Laidlaw, Brian Lochore , Ian MacRae, Fergus McCormick, Bruce McLeod, Colin Meads, Anthony Steel, Sam Strahan, Kel Tremain, Graham Williams

## Kader

### Management
- Tourmanager: Charles Saxton
- Assistent: Fred Allen
- Kapitän: Brian Lochore

### Spieler
| Spieler          | Position         | Mannschaft     |
| ---------------- | ---------------- | -------------- |
| Fergus McCormick | Schlussmann      | Canterbury     |
| Bill Birtwhistle | Dreiviertelreihe | Waikato        |
| Phil Clarke      | Dreiviertelreihe | Marlborough    |
| Bill Davis       | Dreiviertelreihe | Hawke’s Bay    |
| Malcolm Dick     | Dreiviertelreihe | Auckland       |
| Tony Steel       | Dreiviertelreihe | Canterbury     |
| Grahame Thorne   | Dreiviertelreihe | Auckland       |
| Wayne Cottrell   | Halbspieler      | Canterbury     |
| Sid Going        | Halbspieler      | North Auckland |
| Mack Herewini    | Halbspieler      | Auckland       |
| Gerald Kember    | Halbspieler      | Wellington     |
| Earle Kirton     | Halbspieler      | Otago          |
| Chris Laidlaw    | Halbspieler      | Otago          |
| Ian MacRae       | Halbspieler      | Hawke’s Bay    |

| Spieler           | Position | Mannschaft       |
| ----------------- | -------- | ---------------- |
| Ken Gray          | Stürmer  | Wellington       |
| Jack Hazlett      | Stürmer  | Southland        |
| Alister Hopkinson | Stürmer  | Canterbury       |
| Arthur Jennings   | Stürmer  | Bay of Plenty    |
| Ian Kirkpatrick   | Stürmer  | Canterbury       |
| Brian Lochore     | Stürmer  | Wairarapa        |
| John Major        | Stürmer  | Taranaki         |
| Bruce McLeod      | Stürmer  | Counties Manukau |
| Colin Meads       | Stürmer  | King Country     |
| Brian Muller      | Stürmer  | Taranaki         |
| Waka Nathan       | Stürmer  | Auckland         |
| Alan Smith        | Stürmer  | Taranaki         |
| Sam Strahan       | Stürmer  | Manawatu         |
| Kel Tremain       | Stürmer  | Hawke’s Bay      |
| Graham Williams   | Stürmer  | Wellington       |
| Murray Wills      | Stürmer  | Taranaki         |